# İlker Çatak

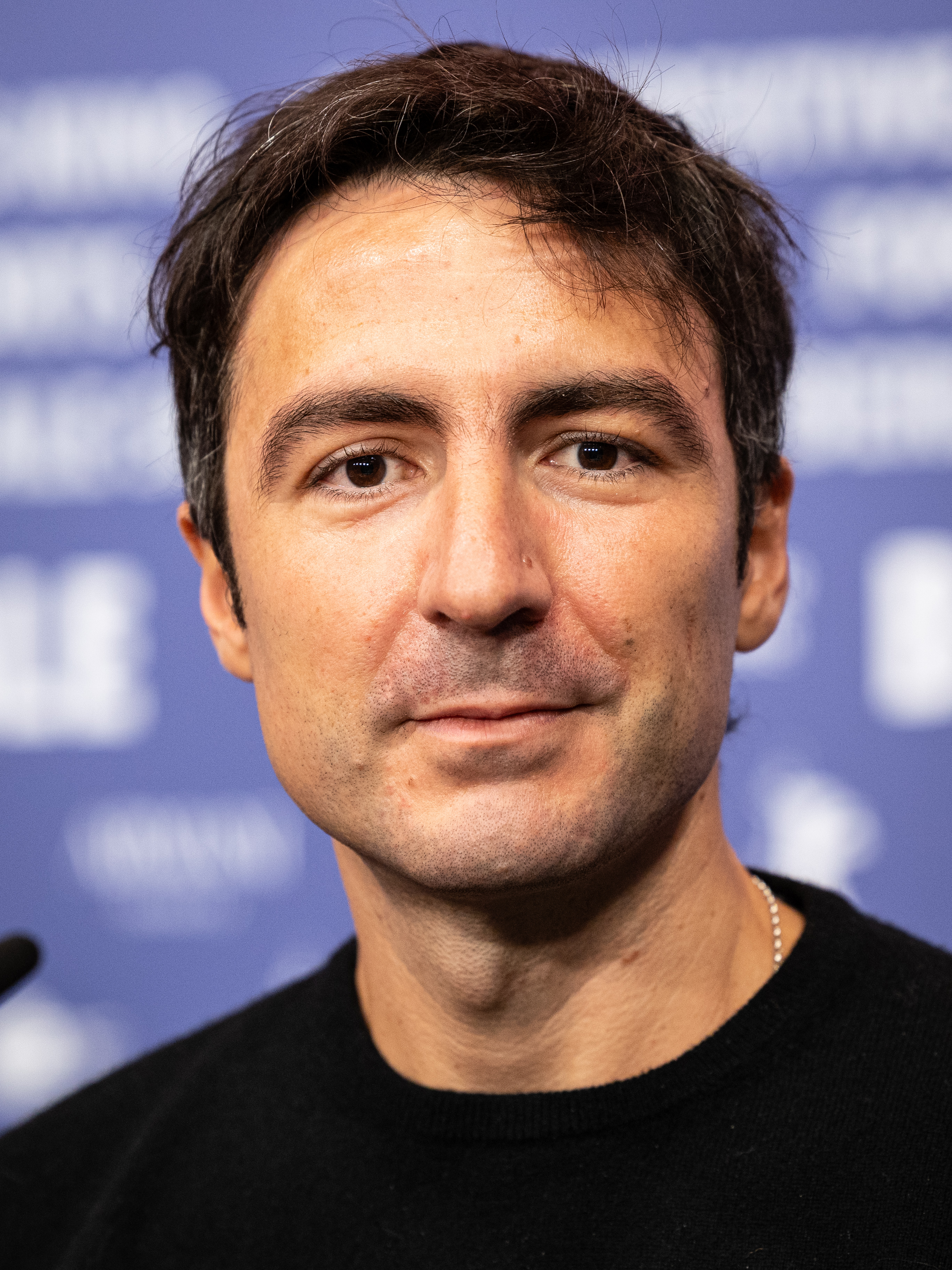
İlker Çatak bei der Uraufführung von Das Lehrerzimmer auf der Berlinale 2023

İlker Çatak (* 11. Januar 1984 in Berlin) ist ein deutscher Filmemacher türkischer Abstammung. Er machte sich sowohl in der Kurzfilm- als auch in der Spielfilmbranche einen Namen. Mit seinem Abschlussfilm Sadakat gewann er 2015 den Studenten-Oscar in Gold. Zu seiner Filmografie gehören Werke wie Es war einmal Indianerland, Es gilt das gesprochene Wort und Das Lehrerzimmer, mit denen Çatak zahlreiche Auszeichnungen erhalten und sich als vielseitiger und innovativer Filmemacher etabliert hat.

## Leben
Çatak wurde 1984 in Berlin als Sohn türkischer Einwanderer geboren. Als Kind war er in der Schule ein erfolgreicher, aber schwieriger Schüler. Er hatte „gute Noten, war aber auch immer für eine Diskussion oder gar einen Streit mit den Lehrern zu haben“. Im Alter von zwölf Jahren zog er nach Istanbul und machte an der dortigen Botschaftsschule sein Abitur. Anschließend kehrte er nach Deutschland zurück und arbeitete vier Jahre lang für deutsche und internationale Kinoproduktionen. Ab 2005 realisierte er eigene Kurzfilme und arbeitete nebenher als Werbefilmregisseur, unter anderem für Allianz SE, Deutsche Telekom und Audi. 2009 machte Çatak einen Bachelor in Film- und Fernsehregie an der Dekra Medienhochschule Berlin. 2011/2012 nahm er als einer von 5 Absolventen am Nürnberger Autorenstipendium teil und schrieb dort das Drehbuch Der Spätkauf. Seinen Master absolvierte Çatak an der Hamburg Media School. Während des Studiums realisierte er den Kurzfilm Wo wir sind, der in die Endauswahl der Student Academy Awards gelangte, jedoch nicht gewinnen konnte. Sein Abschlussfilm Sadakat (2014) kam im folgenden Jahr erneut in die Endauswahl und gewann den Student Academy Award schließlich in Gold. Er gewann außerdem 2015, wie schon 2014 sein Film Wo wir sind, den Kurzfilmwettbewerb des Max-Ophüls-Festivals.
2017 kam Çataks erster Spielfilm, Es war einmal Indianerland, in die deutschen Kinos. 2019 folgte der Spielfilm Es gilt das gesprochene Wort, der ihm Nominierungen für den Deutschen Filmpreis 2020 in den Kategorien Beste Regie und Bestes Drehbuch einbrachte. Im Jahr 2023 folgte das preisgekrönte Drama Das Lehrerzimmer, das fünf Deutsche Filmpreise erhielt, darunter für Çatak in den Kategorien Regie und Drehbuch. Ein Jahr später erhielt das Werk eine Oscar-Nominierung als bester Internationaler Film zuerkannt.
Gemeinsam mit seinem früheren Mitschüler Johannes Duncker gründete er die Produktionsfirma 24LiesPerSecond. Auch arbeiteten beide an Kurz- und Spielfilmprojekten zusammen, darunter Das Lehrerzimmer.

## Filmografie (Auswahl)

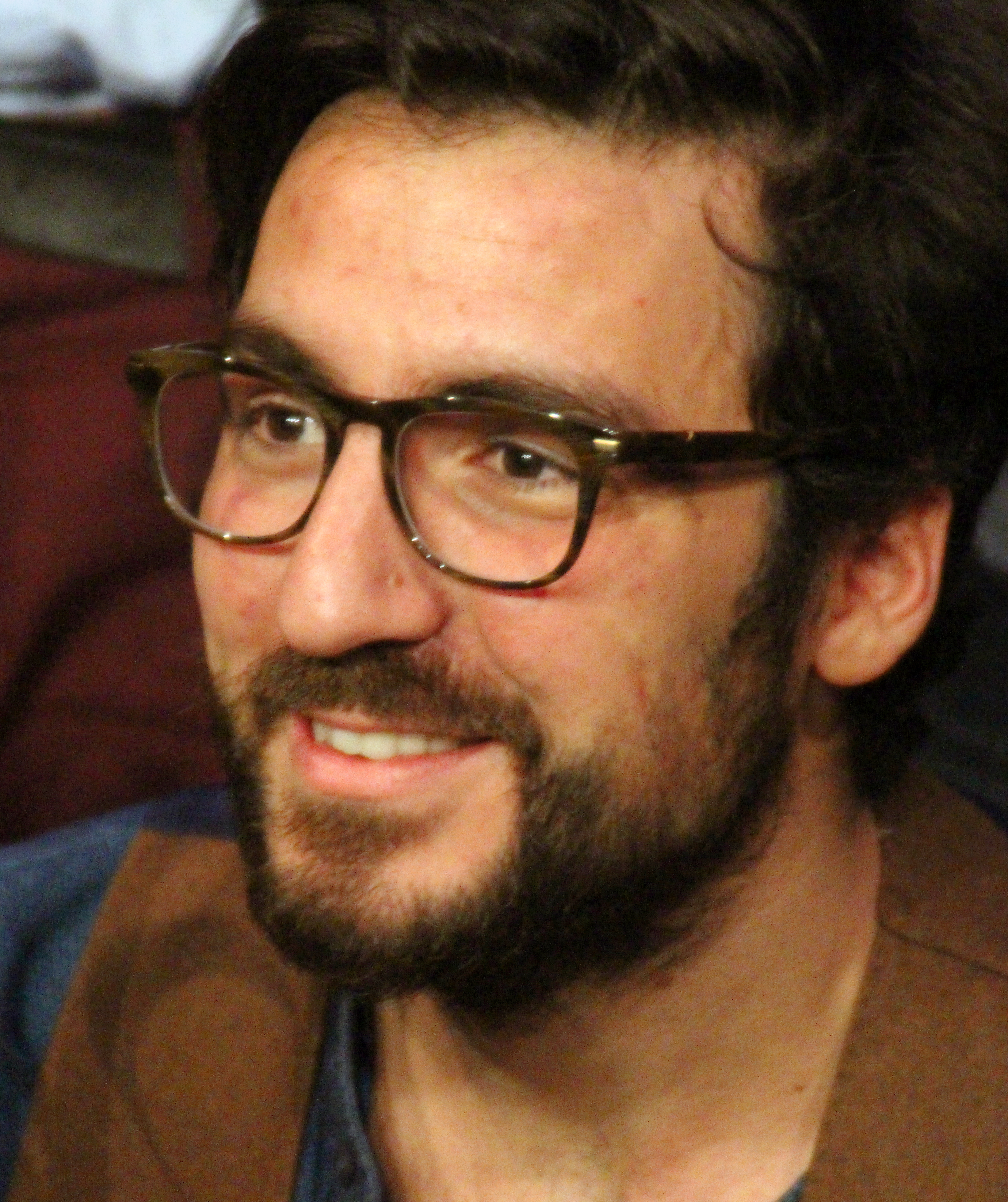
Çatak beim Max-Ophüls-Festival 2015

- 2008: Zwischen den Ufern (Darsteller, Regie, Produzent)
- 2008: Ayda (Regie, Kamera, Schnitt)
- 2010: Als Namibia eine Stadt war … (Regie, Drehbuch, Produzent)
- 2013: ZeitRaum (Regie, Drehbuch)
- 2013: Alte Schule  (Regie)
- 2013: Wo wir sind (Regie)
- 2014: Wir sind bereit (Regie)
- 2014: Sadakat (Regie)
- 2017: Es war einmal Indianerland (Regie)
- 2019: Es gilt das gesprochene Wort (Regie, Drehbuch)
- 2021: Räuberhände
- 2021: Tatort: Borowski und der gute Mensch
- 2023: Das Lehrerzimmer
- 2025: Gelbe Briefe[12]

## Auszeichnungen (Auswahl)
- 2014: Nominierung für den Student Academy Award für Wo wir sind[6]
- 2014: Gewinner des Kurzfilmwettbewerbs beim Filmfestival Max Ophüls Preis für Wo wir sind.[8]
- 2014: Nominierung für den Jurypreis Eat My Shorts – Hagener Kurzfilmfestival für Wo wir sind
- 2015: Gewinner des Kurzfilmwettbewerbs beim Filmfestival Max Ophüls Preis für Sadakat.[9]
- 2015: Gewinner des Student Academy Award in Gold für Sadakat[7][13]
- 2015: Gewinner des First Steps Awards in der Kategorie Kurz- und Animationsfilm für Sadakat[14]
- 2023: Gewinner des Deutschen Filmpreises in den Kategorien Beste Regie und Bestes Drehbuch für Das Lehrerzimmer[15]
- 2023: Günter-Rohrbach-Filmpreis: Preis der Saarland Medien GmbH für das Drehbuch zu Das Lehrerzimmer[16]